# CoolStreaming
CoolStreaming è un aggregatore di televisioni online, ovvero un programma che raggruppa sotto diverse categorie i riferimenti diretti a flussi audiovisivi provenienti dai vari broadcaster.
Coolstreaming nasce ufficialmente nel marzo del 2005 come supporto al primo programma p2p-tv (Coolstreaming Cinese), poi tramutato in un portale IPTV/NET-TV.
Il programma, oltre a visualizzare i canali televisivi all'interno del proprio "Mediacenter", promuove con link diretti alcune piattaforme P2P TV esterne, come ad esempio il sistema italiano StreamerOne o quelli cinesi PPLive e TVants.
Dal 2006 Coolstreaming cambiò proprietà e dominio. I progetti attuali spaziano dalla registrazione streaming tramite Cool-Recorder, alla creazione di TV on demand.
Con la nuova proprietà Coolstreaming non indica né discute più di eventi criptati sia in Italia che a livello mondiale.

## CoolStreaming p2p-tv Software
CoolStreaming è stato il progenitore di tutti p2p-tv prodotto in Cina, un software che permette di condividere via Web i programmi dei network TV stranieri che trasmettono anche in streaming. Dal 2005 tale programma è stato dismesso e assorbito dalla società RoxBeam.

## Nascita e caratteristiche
L'idea nasce poiché lo streaming video e audio delle TV su Internet non sono in grado di sopportare un traffico di migliaia di utenti nel loro sito, quindi hanno deciso di appoggiarsi al mondo virtuale della rete Internet.
I primi ad accorgersene sono stati gli sportivi, e in particolare i numerosi appassionati del calcio nostrano, fra i quali si è rapidamente diffusa la voce della presenza in rete di un programma che permette di vedere in chiaro le partite di coppa e di campionato.
Molti eventi sportivi, come noto, sono seguitissimi anche all'estero; le TV utilizzate per questo software sono per lo più TV cinesi o giapponesi.
In Cina, per esempio, esistono diversi emittenti: è il caso di Cctv-5 e Guangdong Sports, che trasmettono il basket NBA, la Champions League e persino le partite della Serie A italiana. 
Da qui si è pensato di sfruttare le doti del peer-to-peer per collegarsi a quei network che trasmettono 
anche sul web attraverso streaming. CoolStreaming, al momento, garantisce la visione di eventi sportivi, partite di calcio, basket, tornei di tennis, grazie ad una molteplice varietà di canali.
Come già detto le partite di calcio italiane sono trasmesse in diretta anche all'estero, soprattutto nell'Estremo Oriente ma anche in America; per vederle gratis basterebbe poter ricevere quei canali che hanno acquistato i diritti. Attraverso Internet è possibile farlo: numerose TV trasmettono in streaming, ovvero con un flusso di dati audiovideo tipo mms:// o rstp://; se anche soltanto poche centinaia di persone si collegano al server, questo collassa sotto il peso delle richieste. CoolStreaming, attraverso il P2P, consente di condividere tra gli utenti il flusso dei dati: ogni navigante riceve sul suo computer il video e l'audio, e allo stesso tempo, ne rimanda una parte ad altri utenti.
Ovviamente Coolstreaming non è il solo: esistono altri programmi come Feidan, PPLive, SOP, tutti appartenenti allo stesso network. L'obiettivo sembra essere la creazione di una vera e propria Web TV con segnali video provenienti da tutto il mondo.

## Funzionamento
Il funzionamento di CoolStreaming è semplicissimo. Si installa il programma, si selezionano i player con cui vedere i video, come Windows Media Player, RealPlayer o VLC, e con un click si apre l'emittente prescelta tra quelle suggerite dal programma. L'utente dovrà attendere il completamento del "buffering", e dopo poco inizia la visione dell'emittente selezionata.

## Vicende giudiziarie
Il 26 gennaio 2006 viene riportata la notizia della chiusura da parte della guardia di finanza dei siti "calciolibero.com" e "coolstreaming.it" a seguito di una denuncia di Sky. Contrariamente a quanto erroneamente riportato dagli articoli, tali siti non trasmettevano, ritrasmettevano e tantomeno "importavano" i segnali, ma semplicemente riportavano i link ai software p2p di streaming TV.
Il giorno 8 febbraio 2006 il Giudice per le indagini preliminari Nicola Clivio ha respinto il sequestro preventivo dei due portali: tale condotta non poteva essere punita penalmente in quanto "posteriore alla immissione in rete delle opere protette".
Il tribunale aveva, infatti, accertato che mediante una normale connessione via internet un numero imprecisato di utenti riuscisse a vedere le partite trasmesse anche da Sky, ma "ciò era consentito non attraverso l'elusione delle misure tecnologiche predisposte dalla società, ma perché le partite erano immesse in rete da alcune emittenti cinesi che avevano acquistato da Sky il diritto di trasmetterle localmente". Secondo il tribunale gli indagati (un trentenne e un ventitreenne proprietari dei due siti), "avevano facilitato l'accesso a tale prodotto con la diffusione di informazioni e la predisposizione di un link che permetteva il collegamento diretto ai server cinesi" e quindi "si erano limitati a diffondere in via telematica un prodotto che già altri avevano immesso e la condotta di agevolazione alla consultazione dei siti avveniva in un momento successivo al perfezionamento del reato".
Il 14 ottobre 2006 viene pubblicata la notizia secondo la quale con la sentenza 33945 della Terza sezione penale, la Suprema Corte di Cassazione accoglie invece il ricorso del pm: "è innegabile che gli attuali indagati hanno agevolato attraverso un sistema di guida online la connessione e facilitato la sincronizzazione con l'evento sportivo: senza l'attività degli indagati, non ci sarebbe stata, o si sarebbe verificata in misura minore, la diffusione delle opere tutelate." Secondo i giudici le informazioni sul link e sulle modalità per la visione delle partite in Italia, "per raggiungere il loro obiettivo, devono essere inoltrate agli utenti in epoca antecedente alla immissione delle trasmissioni in via telematica; tale rilievo, se puntuale in fatto, comporta come conseguenza che, in base alle generali norme sul concorso nel reato, gli indagati, pur non avendo compiuto l'azione tipica, hanno posto in essere una condotta consapevole avente efficienza causale sulla lesione del bene tutelato".
E la Cassazione conclude che "l'attività costitutiva del concorso, può essere individuata in qualsiasi comportamento che fornisca apprezzabile contributo alla ideazione, organizzazione ed esecuzione del reato. Non è necessario un previo accordo diretto alla causazione dell'evento, ben potendo il concorso esplicarsi in una condotta estemporanea, sopravvenuta a sostegno dell'azione di terzi anche alla insaputa degli altri agenti.
Con sentenza del 7/02/2008, la IV Sezione della Suprema Corte, in accoglimento del ricorso di uno degli imputati, fondato, annullava l'ordinanza impugnata (14 ottobre 2006) con rinvio.